# パルミチン酸
パルミチン酸（パルミチンさん、英: palmitic acid、数値表現 16:0）とは、飽和脂肪酸の一種。IUPAC系統名はヘキサデカン酸(hexadecanoic acid)。アブラヤシから採取して製造されるパーム油の主な構成成分。多くの動物性脂肪や植物油に含まれる。生体内でも合成され、人体の脂肪酸のうち最も豊富で20-30%を占める。

## 性質
エーテル、ベンゼンには可溶、エタノールには難溶。

## 存在と用途
多くの動物性、植物性油脂中に含まれる。もっとも豊富なのは食品では乳製品、肉、母乳、パーム油やヤシ油であり、パーム油の主な構成成分である。ラードやヘットなどに多く含まれる。特に木蝋中にグリセリドであるパルミチンとして含まれている化粧品や界面活性剤などによく用いられている。類似の化学物質に、イソパルミチン酸（2－ヘキシルデカン酸）があり、同様に化粧品などに応用されている。
パルミチン酸は細胞膜を作り、皮脂として分泌し、栄養の体内循環に必須で、人体においてもっとも豊富な脂肪であり、脂肪酸全体の20-30%を占める。ヒトの皮膚から採取した汗腺や皮脂腺からの分泌物の脂肪酸の構成成分として、パルミチン酸が30-40%ともっとも多く含まれていた。
シャンプーなどの洗浄剤に入った界面活性剤（洗剤）は、肌の油分を落とすことで肌の硬さ、乾燥、バリア機能の低下、刺激や痒みを起こすことがあるが、ステアリン酸やパルミチン酸のような飽和長鎖脂肪酸を添加することで、脂肪酸が補充されバリア機能の改善に役立つ。
マルラオイルは、伝統的にアフリカ諸国で保湿に使われており、構成比率はオレイン酸69%とパルミチン酸約15%と主要な脂質になっており、マルラオイルの肌への塗布は、皮膚の水分含有量を増加させ保湿作用を示した。ラットで、飽和脂肪酸であるパルミチン酸とステアリン酸では起こらないが、不飽和脂肪酸であるオレイン酸とパルミトレイン酸では角化細胞のカルシウムの異常角化、うろこ状の皮膚を生じさせた。
食品添加物、化粧品としては抗酸化物質としてのビタミンの安定性を高めるために結合され、パルミチン酸レチノール、ビタミンC誘導体のような物質が存在する。

## 生成と変換
植物、微生物、ヒトを含めた動物の体内では、脂肪酸シンターゼによってアセチルCoAとマロニルCoAから直鎖の飽和脂肪酸が作られる。順次アセチルCoAが追加合成されるので原則脂肪酸は偶数の炭素数となる。体内で余剰の糖質、タンパク質等が存在するとアセチルCoAを経て、飽和脂肪酸の合成が進む。脂肪酸の合成は炭素数16のパルミチン酸で一旦終了する。
16:0のパルミチン酸は、長鎖脂肪酸伸長酵素により、18:0のステアリン酸に伸張される。ステアリン酸は、体内でステアロイルCoA 9-デサチュラーゼ（Δ9-脂肪酸デサチュラーゼ）によりステアリン酸のw9位に二重結合が生成されてω-9脂肪酸の一価不飽和脂肪酸である18:1のオレイン酸が生成される。ステアリン酸がオレイン酸に変換されることで体内の脂肪酸の融点が下がり、体温環境下で脂肪酸を液体に保ち、流動性を増加させる。
|              | リスク低下                               | 関連なし     | リスク増加                               |
| ------------ | ---------------------------------------- | ------------ | ---------------------------------------- |
| 確実         | リノール酸 魚や魚油(DHA・EPA)            |              | ミリスチン酸 パルミチン酸 トランス脂肪酸 |
| 可能性が高い | α-リノレン酸 オレイン酸 フィトステロール | ステアリン酸 | 食事からのコレステロール                 |
| 可能性がある |                                          |              | ラウリン酸の豊富な油                     |